# James Adam (arquiteto)
 James Adam  (Kirkcaldy, Escócia 1730 — 1794)
Foi um arquitecto escocês. Foi o criador do "estilo Adam" juntamente com seu irmão Robert a quem sucedeu como arquitecto real, corria o ano de 1768.